# Calle Sagasta (Pontevedra)
La calle Sagasta es una calle céntrica de la ciudad española de Pontevedra situada en el primer ensanche de la ciudad. Es una de las calles más comerciales de la capital pontevedresa.

## Origen del nombre
La calle debe su nombre al político liberal Práxedes Mateo Sagasta (1825-1903). En la iglesia de Nuestra Señora de los Placeres se encuentra una lápida blanca con una inscripción dedicada a Sagasta, entonces presidente del Consejo de Ministros.

## Historia
El origen de la calle Sagasta de Pontevedra se remonta a su proyecto de apertura, que data de 1893. Hasta 1882, los terrenos situados detrás de la antigua capilla de la Virgen del Camino, en la calle Fray Juan de Navarrete, albergaban el antiguo cementerio de la ciudad. Este fue trasladado al nuevo camposanto de San Mauro en 1882, lo que dejó libres diversas parcelas, entre ellas las que hoy ocupa en su tramo central la actual calle Sagasta.
El 21 de marzo de 1893, la corporación municipal de Pontevedra solicitó la construcción de un camino transversal que conectara las carreteras de Orense (actual calle de Benito Corbal) y Tuy-Portugal (actual calle Peregrina) para atravesar esta zona de la ciudad en el nuevo Ensanche. Esta nueva vía, que iba de norte a sur, aprovechaba en su tramo central los terrenos liberados por el traslado del cementerio.
En 1903, tras la muerte de Práxedes Mateo Sagasta, la Corporación Municipal de Pontevedra decidió rendirle homenaje otorgando su nombre a esta calle de reciente apertura.
En 1910 concluyó la urbanización de la calle Joaquín Costa, la cual había sido un antiguo camino que ya existía en 1883. Este camino conectaba, por el este, con la zona del antiguo cementerio, confluyendo en la calle Sagasta. En 1928 se inauguró en la esquina noreste de ambas calles el demolido edificio de influencia modernista del Dispensario Reina Victoria Eugenia. Este edificio albergaba la sede de la Junta Provincial del Real Patronato de la Lucha Antituberculosa.
A principios de 1956 se comenzó a construir, entre las calles Sagasta y Fray Juan de Navarrete en su lado noroeste, el conocido como Grupo de Viviendas Virgen del Camino o Casa Rosada. Este edificio de diez plantas, finalizado en 1957 y destinado a viviendas sociales, fue promovido por la Obra Sindical del Hogar en 1955 y construido por el Ministerio de la Vivienda de la época. En 1964 se construyó enfrente, en el lado suroeste, otro edificio de similares características.
El 12 de agosto de 1983 se inauguró la calle Cruz Gallástegui, que hasta entonces había sido un callejón sin salida y que confluía con la calle Sagasta por su lado este. Cinco años después, en noviembre de 1988, se procedió al inicio de obras para la apertura de la calle Castelao, que conecta con Sagasta por su lado oeste y que fue inaugurada en marzo de 1989.
En 2002 se llevaron a cabo las obras de reurbanización completa de la calle Sagasta, las cuales incluyeron la ampliación de las aceras y la plantación de altas  palmeras de abanico californianas a lo largo de la vía.

## Descripción
Es una calle en pleno centro de la ciudad de 208 metros de longitud con una orientación transversal norte-sur, recta y llana en su primer tramo y en ligera curva descendente en su tramo final sur. Conecta la calle de Benito Corbal (al norte) con la calle Peregrina (al sur) y en ella confluyen por su parte oeste las calles Castelao y Fray Juan de Navarrete y por su lado este las calles Cruz Gallástegui, Joaquín Costa y Virgen del Camino. Su anchura media es de 10 metros. 
Es una de las calles más comerciales de Pontevedra, situada en el primer Ensanche de la ciudad. En la calle se encuentran múltiples locales comerciales, muchos de ellos de conocidas cadenas como Zara, Tous o Desigual y otros de negocios independientes especializadas en diversos sectores como Pumper dedicado a la panadería ecológica y hostelería o franquicias dedicadas a otros servicios como Vitaldent.
La calle está flanqueada longitudinalmente por 14 altas  palmeras de abanico californianas dispuestas en una única fila en su lado oeste. La parte superior de los amplios alcorques de piedra que rodean las palmeras, y que cuentan con iluminación nocturna, funciona como asientos de madera.

## Galería de imágenes

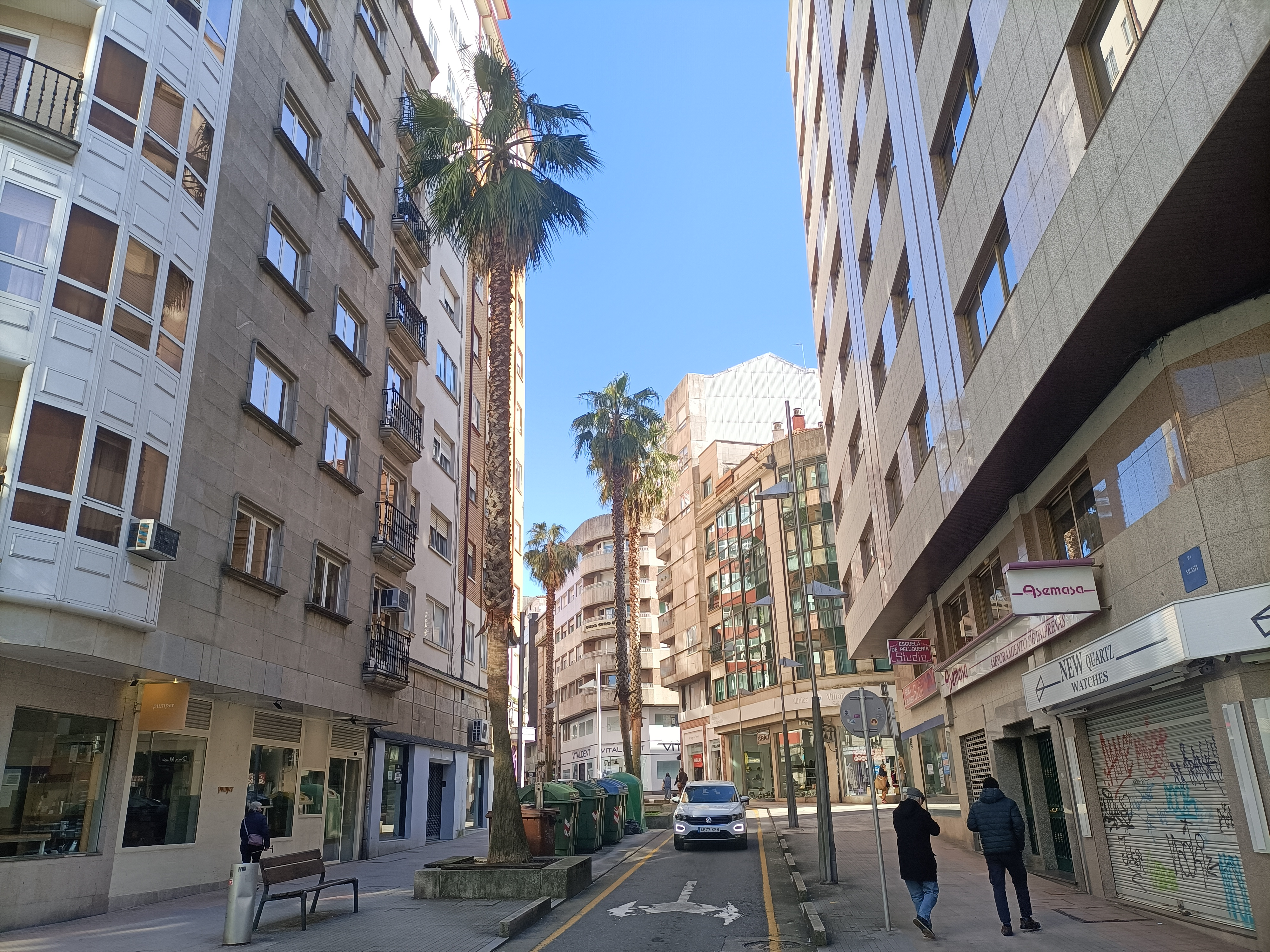
Tramo final de la calle Sagasta
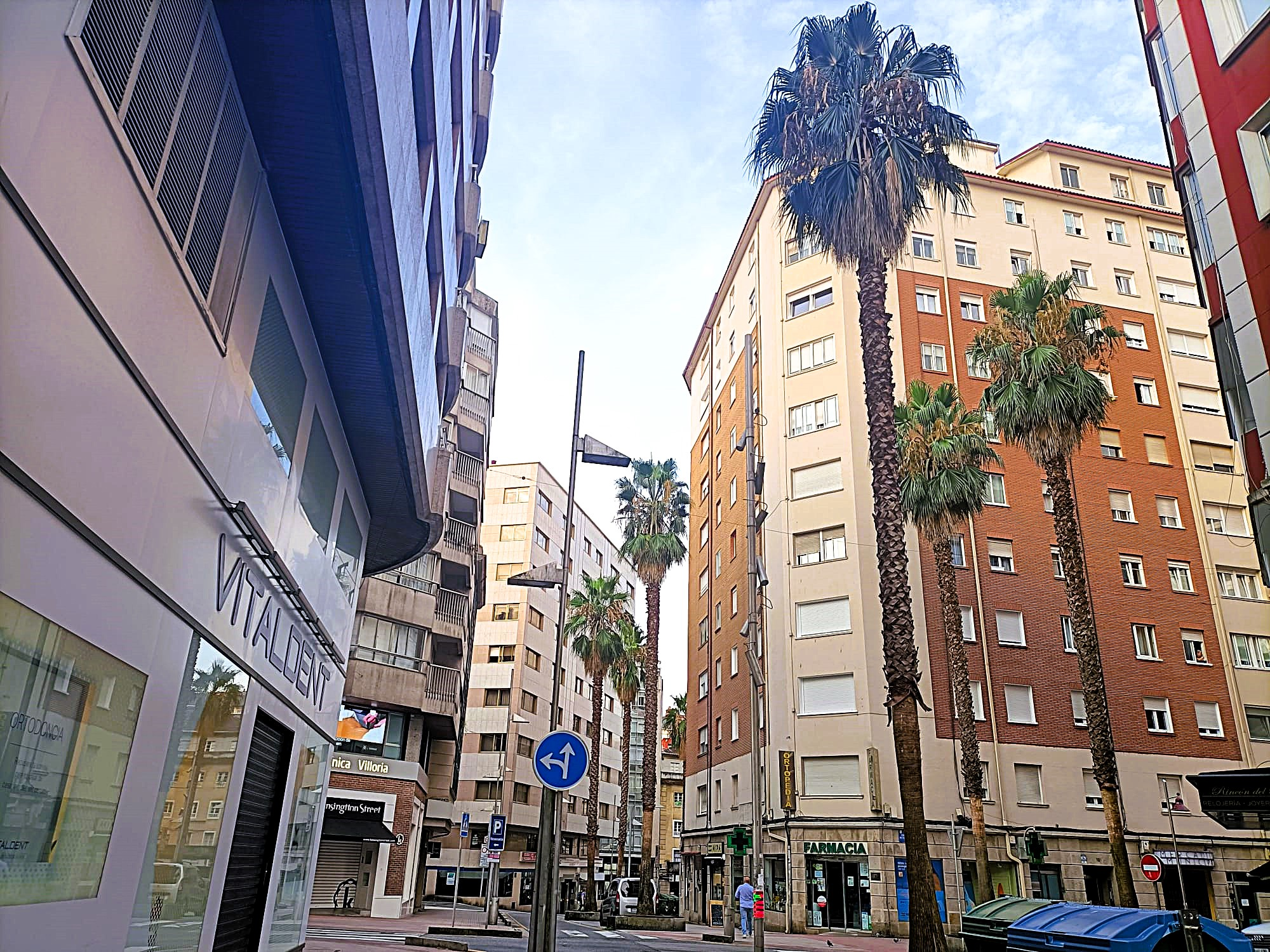
Tramo central de la calle en 2025
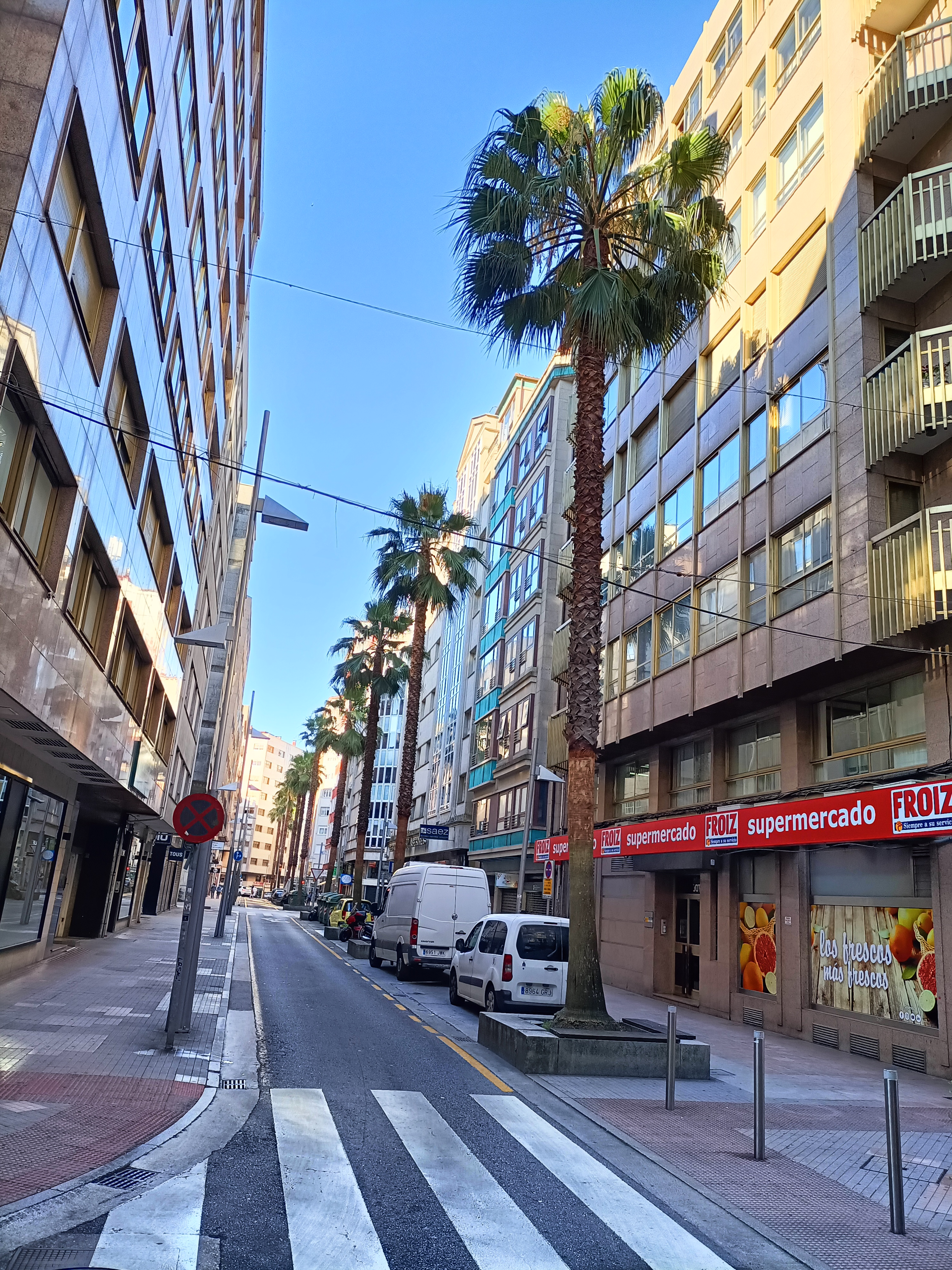
La calle en 2024
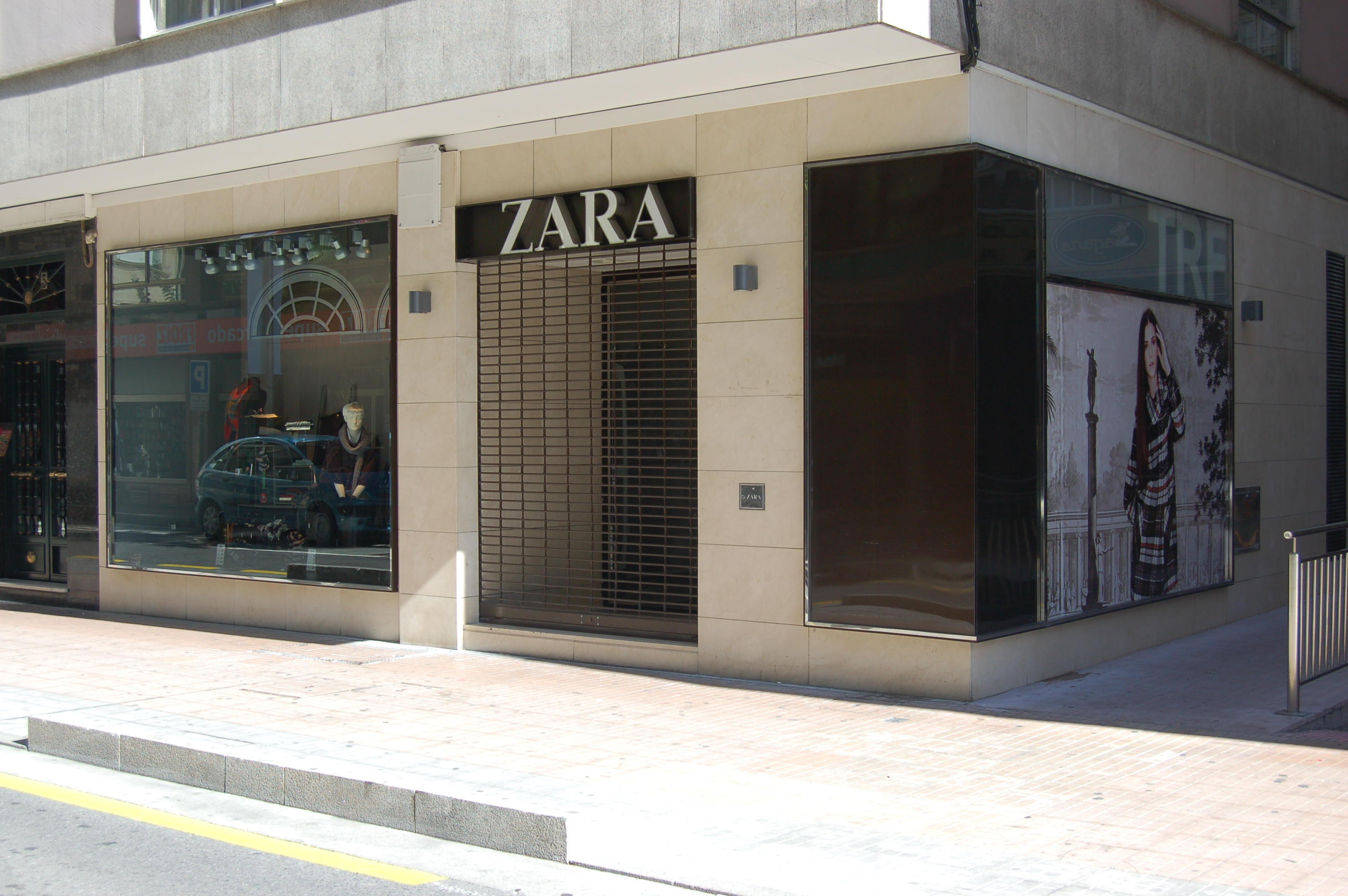
Zara en la calle Sagasta
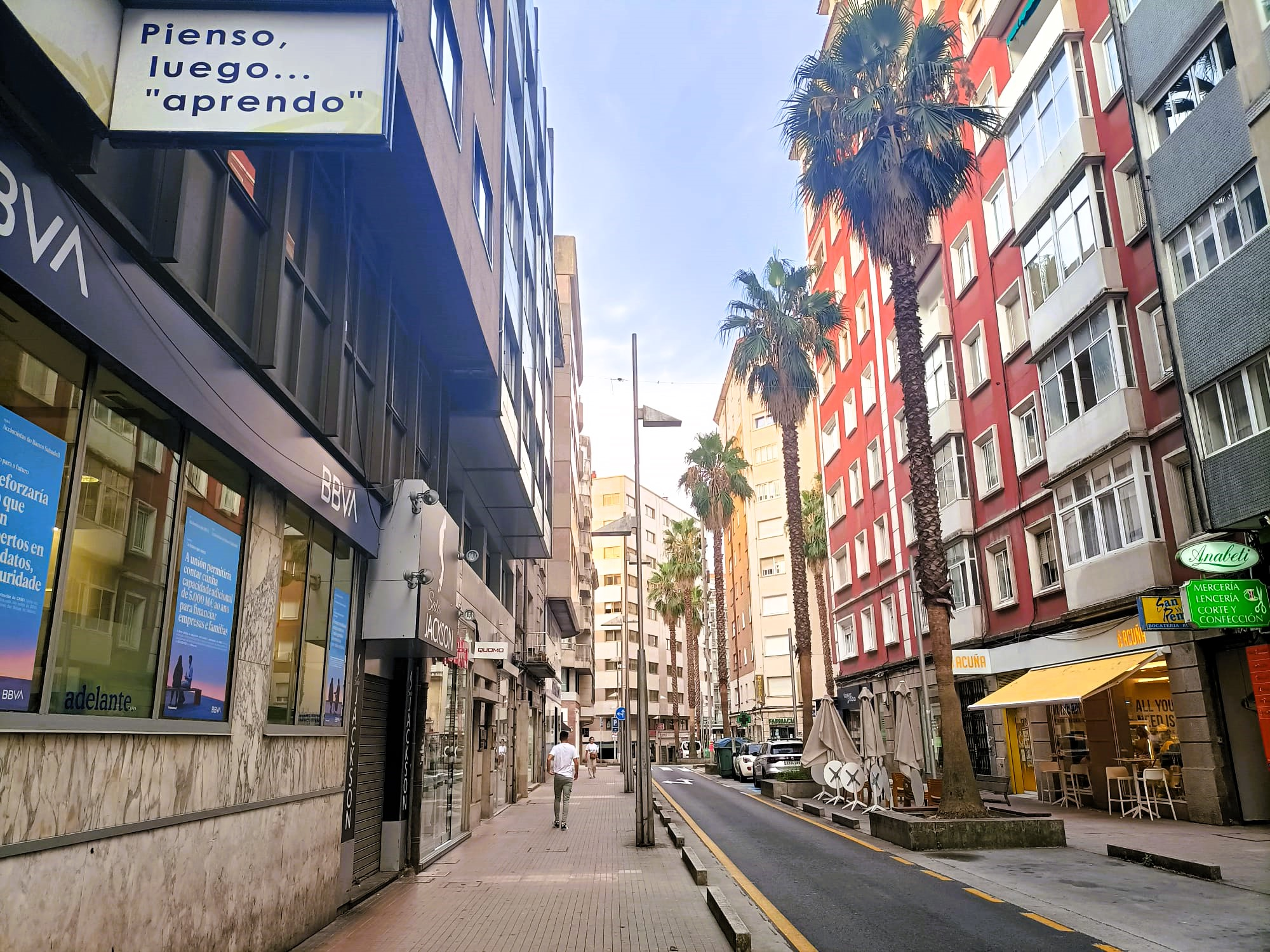
El tramo central de la calle
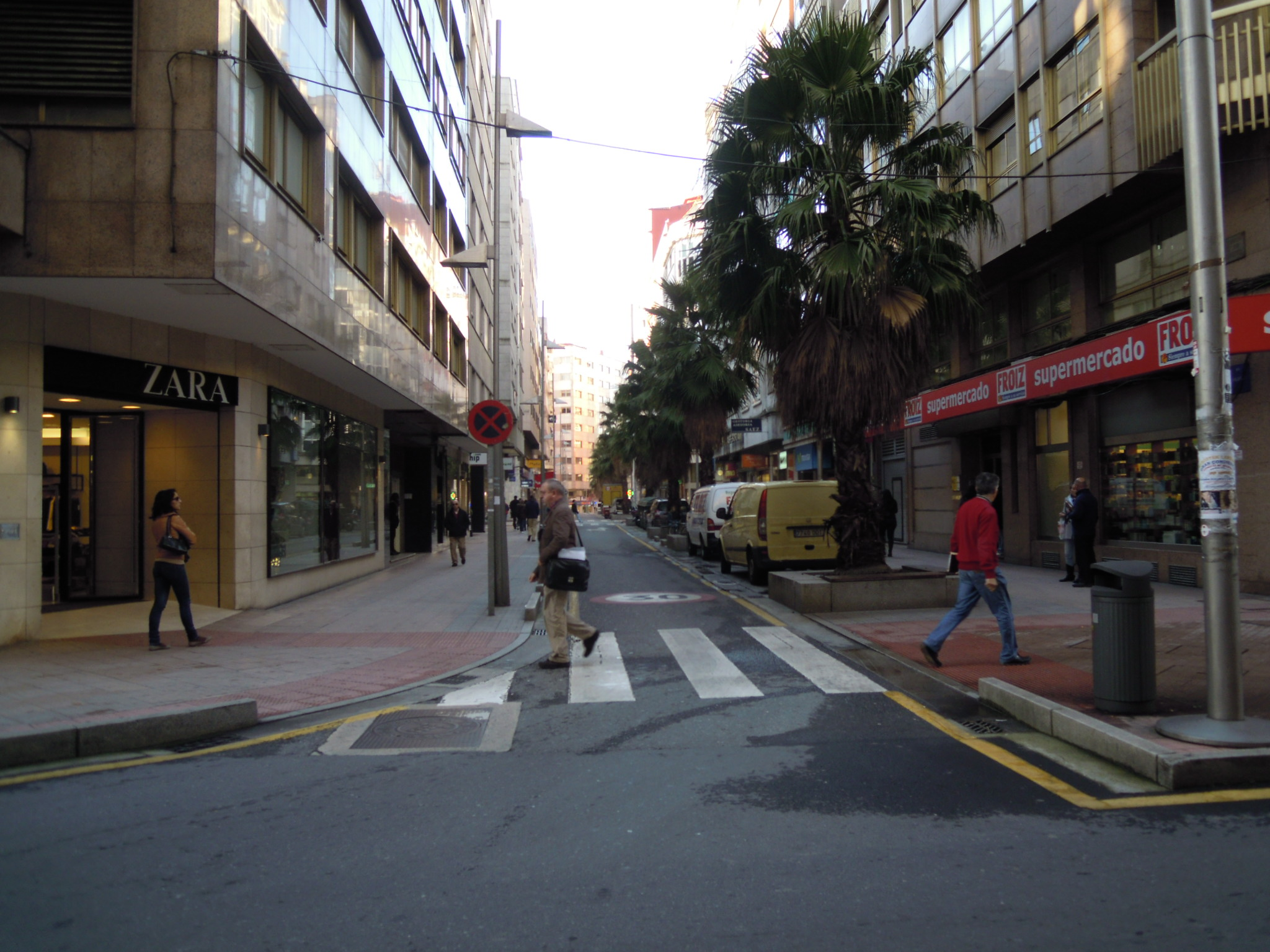
La calle Sagasta en 2011
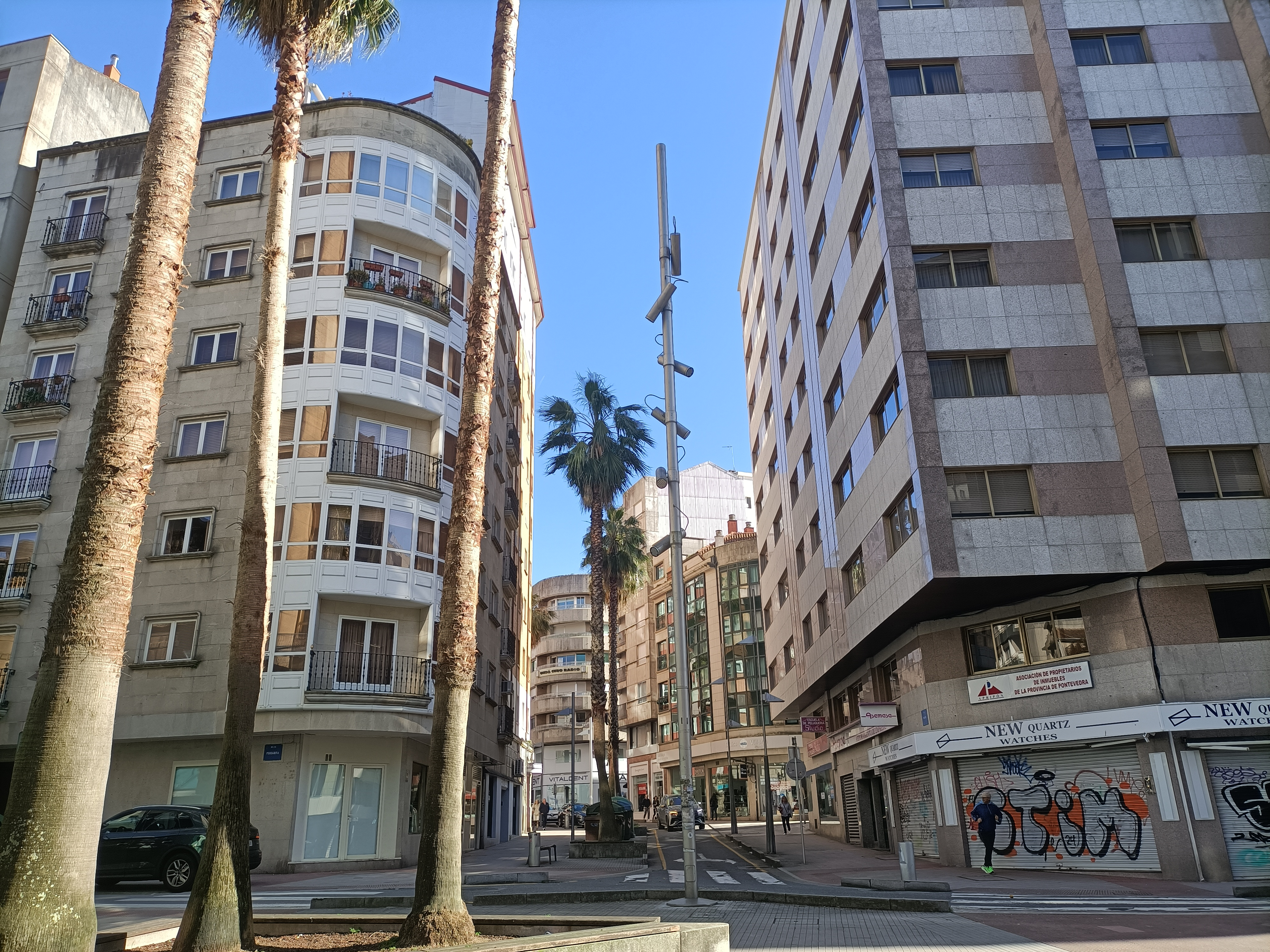
La calle Sagasta en 2025
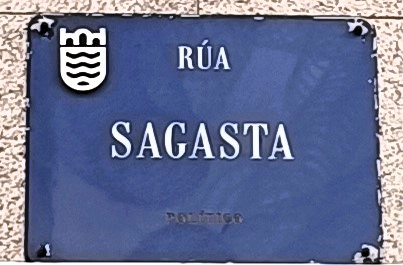
Placa de la calle